# Babiana nana
Babiana nana là một loài thực vật có hoa trong họ Diên vĩ. Loài này được (Andrews) Spreng. miêu tả khoa học đầu tiên năm 1824.